# 정만호 (1958년)
정만호(鄭萬昊, 1958년 6월 11일 ~ )는 대한민국의 기자, 전 정무직공무원이다.
한국경제신문에서 근무하고, 노무현 정부에서 의전비서관을 지냈으며, 2017년 더불어민주당 강원도당의 추천으로 강원도 경제부지사로 임명되었으며 문재인 정부의 국민소통수석비서관을 지냈다.

## 경력
- 1984.01 ~ 2001.01 한국경제신문 경제부장, 사회부장, 국제부장
- 2001.04 ~ 2002.12 새천년민주당 국가전략연구소 연구2실장
- 2002.12 ~ 2003.02 제16대 대통령직인수위원회 행정실장
- 2003.03 ~ 2003.08 대통령비서실 정책상황비서관
- 2003.08 ~ 2004.02 대통령비서실 의전비서관
- 2004.12 ~ 2007.12 KTF엠하우스 대표
- 2007.12 ~ 2009.06 KT 미디어본부 본부장
- 2010.08 ~ 2011.12 민주당 강원도당 철원군·화천군·양구군·인제군 지역위원회 위원장
- 2013.12 ~ 2017.04 미래채움 대표
- 2017.04 ~ 2017.05 광화문대통령공약기획위원회 부위원장
- 2017.06 ~ 2020.01 강원도 경제부지사
- 2020.05 ~ 2020.08 더불어민주당 강원도당 춘천시·철원군·화천군·양구군 을 지역위원회 위원장
- 2020.08 ~ 2021.05 대통령비서실 국민소통수석비서관
- 2022.10 ~ 지더블유바이텍 기타비상무이사
- 2024.11 ~ (사)한국전력산업중소사업자협회 자문위원

## 학력
- 한영고등학교 졸업
- 고려대학교 경제학 학사
- 명지대학교 지방자치대학원 지식경영컨설팅 석사

## 전과
- 공직선거및선거부정방지법위반: 징역 1년 6월, 집행유예 2년 - 2004년 6월 3일 선고[1]

## 역대 선거 결과
|  | 36.16% |

|  | 46.35% |